# Selenia deumbrata
Selenia deumbrata là một loài bướm đêm trong họ Geometridae.